# Propranolol
Propranolol je simpatolitik koji je neselektivni beta blokator. Simpatolitici se koriste za tretiranje hipertenzije, anksioznosti i panike. On je bio prvi uspešno razvijeni beta blokator. Propranolol je dostupan u generičkoj formi kao propranolol hidrohlorid, kao i pod imenima Inderal, Inderal LA, Avlokardil, Deralin, Dokiton, Inderalici, InnoPran XL, Sumial, Anaprilinum, Bedranol SR.

## Hemija
Propranolol se može sintetisati na dva načina polazeći od istih materijala. Prvi pristup se sastoji od reakcije 1-naftola sa epihlorohidrinom. Otvaranje epoksidnog prstena daje 1-hloro-3-(1-naftiloksi)-2-propanol, koji dalje reaguje sa izopropilaminom, dajući propranolol. Drugi metod koristi iste reagense u prisustvu baze i inicijalno se sastoji od formiranja 3-(1-naftiloksi)propilenoksida. Naknadna reakcija sa izopropilaminom dovodi do otvaranja epoksidnog prstena i do formiranja propranolola.

## Spoljašnje veze
|  | Molimo Vas, obratite pažnju na važno upozorenje u vezi sa temama iz oblasti medicine (zdravlja). |